# 好き (近藤真彦の曲)
「好き」は、近藤真彦の34作目のシングル。
1990年10月24日に発売された。発売元はCBS/SONY RECORDS。

## 概要
1990年11月10日発売アルバム「うそのない言葉 〜THE TRUTH〜」の先行シングル。

## 収録曲
1. 好き
作詞・作曲・編曲：BORO
2. えとらんぜ
作詞：阿久悠／作曲：趙博／編曲：船山基紀